# San Gaspar Ixchil
San Gaspar Ixchil est une ville du Guatemala dans le département de Huehuetenango.